# Charles-Joseph Natoire

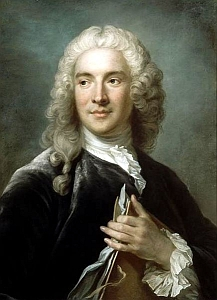
Charles-Joseph Natoire, porträtt målat av Gustaf Lundberg.

Charles-Joseph Natoire, född den 3 mars 1700 i Nîmes, död den 23 augusti 1777 i Castel Gandolfo, var en fransk målare. 
Natoire studerade i Paris och vann högsta priset i målning 1721. Efter att ha gjort lycka under sina studieår i Rom återkom han till Paris och blev ledamot av akademien 1734. Han befordrades till professor och var 1751–1774 direktör för franska akademien i Rom. 
Natoire målade historiska och mytologiska bilder med en viss strävan efter storhet i stilen, som han av kännare dock inte anses ha nått. I Louvren finns av honom Gracerna, Juno och Venus i Vulcanus smedja. I Sveriges Nationalmuseum finns tre tavlor av hans hand, av vilka två suttit som dörrstycken på Stockholms slott.

## Bilder
| - Venus. - Den helige Ludvigs apoteos. San Luigi dei Francesi, Rom. |